# Władimir Polakow (dyplomata)
Władimir Porfirjewicz Polakow (ros. Влади́мир Порфи́рьевич Поляко́в, ur. 1931, zm. 2002) – radziecki dyplomata.

## Życiorys
Członek KPZR, ukończył Moskiewski Instytut Orientalistyki, od 1956 w służbie dyplomatycznej, początkowo pracował w centralnym aparacie Ministerstwa Spraw Zagranicznych ZSRR. Od 11 lutego do 21 lipca 1972 ambasador nadzwyczajny i pełnomocny ZSRR w Sudanie, od 26 lipca 1972 do 4 kwietnia 1974 ambasador nadzwyczajny i pełnomocny ZSRR w Jemenie Południowym, od 4 kwietnia 1974 do 27 września 1983 ambasador nadzwyczajny i pełnomocny ZSRR w Egipcie, później kierownik Wydziału/Departamentu Państw Bliskiego Wschodu i Afryki Północnej MSZ ZSRR.